# Eugen Demoll
Eugen Demoll (Kenzingen, 20 augustus 1881 - Pöcking, 28 december 1969) was een Duitse officier en Generalleutnant tijdens de Tweede Wereldoorlog.

## Leven
Op 20 augustus 1881 werd Eugen Demoll geboren in Kenzingen. Hij trad op 30 juli 1900 als Fahnenjunker  in dienst van het Deutsches Heer. Op 23 maart 1901 werd hij bevorderd tot Fähnrich. Vanaf 27 januari 1901 was Demoll als Leutnant werkzaam in het 1. Ober-Elsässisches Feldartillerie-Regiment Nr. 15.
Hij werd naar de artillerie- en ingenieursschool gecommandeerd. Op 22 maart 1910 werd Demoll bevorderd tot Oberleutnant. Vanaf 1911 werd hij naar de Militärtechnische Akademie  (vrije vertaling: militairtechnische academie) gecommandeerd. In 1912 werd hij door het regiment tijdelijk naar het Feuerwerks-Laboratorium Spandau gestuurd.

### Eerste Wereldoorlog
Als officier nam hij deel aan de Eerste Wereldoorlog. Over de verdere verrichtingen en inzetten tijden de oorlog is niets bekend.

### Interbellum
Na de Eerste Wereldoorlog, werd Demoll overgenomen in de Reichswehr. Daarna nam hij als Hauptmann op 1 februari 1920 ontslag. Demoll ging vervolgens in dienst van de Landespolizei  (Beierse politie). Hierna volgde diverse bevorderingen: op 1 mei 1920 tot Polizei-Major en op 1 april 1929 tot Polizei-Oberstleutnant en op 1 februari 1932 tot Polizei-Oberst.
Op 1 oktober 1935 als Oberst weer in de Wehrmacht opgenomen. Demoll werd meteen tot commandant benoemd van het nieuw opgerichte Infanterie-Regiments 110  (110e Infanterieregiment) in de 33. Infanterie-Division  (33e Infanteriedivisie).
Op 15 mei 1936 werd hij overgeplaatst naar een E-Offizier  (E-officier), en werd als Oberst (E) benoemd tot commandant van het Wehrbezirk  (militaire district) Ludwigshafen am Rhein. Hij bleef in deze functie tot na het begin van de Tweede Wereldoorlog.
- Gepensioneerde voormalige officieren waren vaak tewerkgesteld als burgerpersoneel in de Schwarze Reichswehr in "Landesschutzangelegenheiten" (L-werknemers). Vanaf 1 oktober 1933 dienden ze als zogenaamde L-officieren (L = Landsschutz; niet Landwehr) in commandoposten van de Reichswehr, zij droegen burgerkleding, en hadden "a.D." (B.d.) achter hun naam en rang. Het was alsof ze een aparte carrière hadden, met een eigen salaris naast het actieve officierenkorps. Op 5 maart 1935 werd de naam veranderd in E-Offiziere Ergänzungsoffizierskorps. Hier kwamen de rangen dan als optelling in (E). Deze officieren werden alleen in bepaalde gebieden ingezet, meestal binnen de dienst, en stelden actieve officieren beschikbaar voor andere doeleinden tijdens de bewapening.

### Tweede Wereldoorlog
Vanaf maart 1942 tot 20 mei 1942 was Demoll commandant van de 201. Sicherungs-Division Op 20 mei 1942 gaf hij het commando weer over aan de Generalmajor Alfred Jacobi. Aansluitend werd hij geplaatst in het Führerreserve (OKH). Daar bleef hij tot 10 april 1942. Vervolgens werd hij tot commandant benoemd van de nieuw opgerichte Division Nr. 463. Vanaf 1 oktober 1942 werd deze divisie hernoemd in de 463. Ersatz-Division. In deze functie werd Demoll op 1 november 1942 bevorderd tot Generalleutnant. Hierna werd hij opnieuw in het Führerreserve (OKH) geplaatst. Op 30 september 1943 werd Demoll uit de actieve dienst ontslagen.

## Na de oorlog
Na de Tweede Wereldoorlog woonde Demoll in Bad Nauheim. Over het verdere verloop van zijn leven is niets bekend.

## Familie
Hij had een jongere broer, dat was de zoöloog Reinhard Demoll.

## Militaire carrière
- Generalleutnant: 1 november 1942[1][5][11]
- Generalmajor: 1 juni 1941[1][11]
- Oberst: 1 oktober 1935[1] (Patent (bevorderingsakte) vanaf 1 februari 1932)
- Polizei-Oberst: 1 februari 1932[1]
- Polizei-Oberstleutnant: 1 april 1929[1]
- Polizei-Major: 1 mei 1920[1]
- Polizei-Hauptmann: 1 februari 1920[1]
- Hauptmann: 5 september 1914[1]
- Oberleutnant: 22 maart 1914[1]
- Leutnant: 27 januari 1902[1]
- Fähnrich: 23 maart 1901[1]
- Fahnenjunker : 30 juli 1900[1]

## Onderscheidingen
- Onbekend.